# Funghi corticioidi

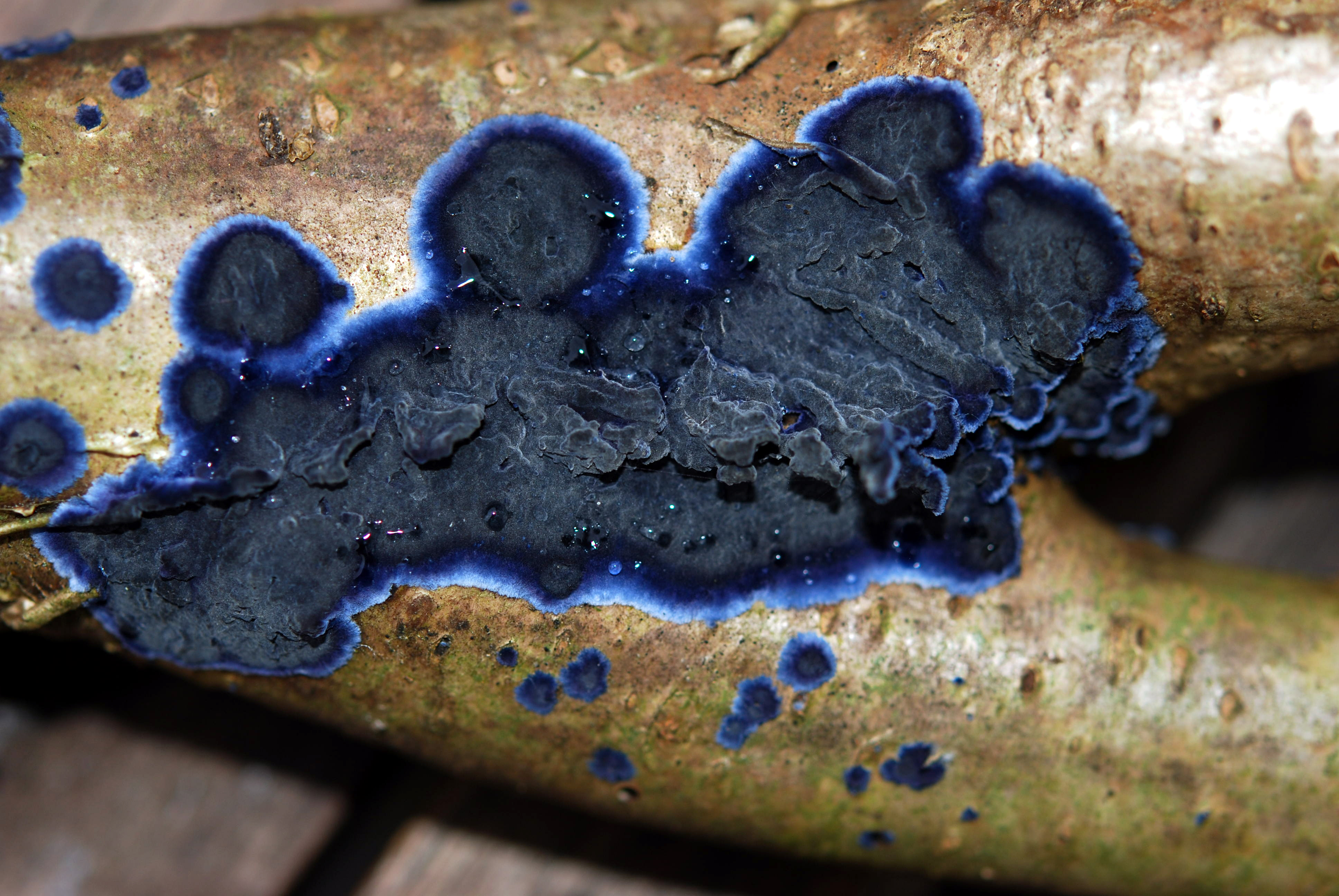
Fungo corticioide Terana caerulea, su rami morti

I funghi corticioidi sono un gruppo di  basidiomiceti con corpi fruttiferi (carpoforo) a forma di crosta, che si formano su tronchi e rami di alberi morti. 
In origine si faceva coincidere tali funghi con quelli appartenenti al genere Corticium e successivamente alla famiglia Corticiaceae, anche se oggi vi si includono anche altre specie con la stessa forma ma appartenenti a categorie tassonomiche differenti, tipico esempio della cosiddetta evoluzione convergente. Proprio per questo motivo, anche se studiati spesso come gruppo, mantengono il nome informale (non tassonomico) di "funghi corticioidi", termine spesso utilizzato anche nelle pubblicazioni scientifiche e nei documenti. 
Il genere Corticium fu individuato da Persoon nel 1794 per funghi con corpi fruttiferi lisci e effusi; Corticium roseum Pers. fu poi selezionato come specie tipo. 
Altri micologi successivamente hanno descritto oltre 1000 specie incluse nel genere, che ha continuato ad essere utilizzato fino agli anni '50.
A partire dal 1950 il micologo svedese John Eriksson studiò i funghi corticioidi pubblicando una serie di lavori scientifici raccolti nell'opera in otto volumi "Corticiaceae del Nord Europa (1973-1987)", in cui stabilì l'attuale assetto del gruppo. Eriksson e i suoi coautori, tuttavia, inserivano ancora la maggior parte di questi funghi all'interno della famiglia Corticiaceae, pur affermando che questo "non era un taxon naturale ma un insieme di specie con habitat simile". 
Solo successivamente, con il sequenziamento del DNA, si compresero fino in fondo le differenze tra questi funghi. 
Oggi il genere Corticium è ancora ritenuto valido, ma vi sono incluse poche specie. Anche la famiglia Corticiaceae è parimenti limitata a pochi generi affini al Corticium. 
Specie a crosta simili sono incluse in 18 dei 24 ordini di basidiomiceti superiori attualmente riconosciuti (Agaricomycotina).  
I funghi corticioidi sono definiti piuttosto vagamente, ma la maggior parte ha corpi fruttiferi effusi, la superficie portante le spore è tipicamente liscia da granulare o spinosa. 
Alcune specie, incluse nei generi Stereum e Steccherinum, formano corpi fruttiferi simili a mensole con una superficie inferiore da liscia a spinosa.
I funghi corticioidi comprendono attualmente circa 1700 specie in tutto il mondo, distribuite tra circa 250 generi.

## Habitat e distribuzione
Gran parte dei funghi corticioidi sono specie saprofite. Diverse specie producono corpi fruttiferi sotto le foglie cadute e la lettiera compattata, nonché sul legno caduto. Alcune di queste specie sono ectomicorriziche e cioè formano un'associazione simbiotica con le radici degli alberi viventi. Alcune specie crescono su steli e foglie erbacee morti o giunchi specialmente nelle paludi. Nel gruppo si trovano anche parassiti di piante e di altri funghi.
I funghi corticioidi sono distribuiti in tutto il mondo.

## Etimologia
Dal nome del genere "Corticium" con il suffisso "-oide" (dal greco οειδής "oeidês" = somiglianza, simile a), quindi con la forma di Corticium, che ricorda una crosta o una corteccia.